# Ambuchanania leucobryoides
Ambuchanania leucobryoides là một loài rêu trong họ Sphagnaceae. Loài này được (T. Yamag., Seppelt & Z. Iwats.) Seppelt & H.A. Crum ex A.J. Shaw mô tả khoa học đầu tiên năm 2010.